# Forefinger Point
Forefinger Point är en udde i Antarktis. Den ligger i Östantarktis. Australien gör anspråk på området.
Terrängen inåt land är platt åt nordväst, men söderut är den kuperad. Havet är nära Forefinger Point norrut.  Trakten är obefolkad. Det finns inga samhällen i närheten. 